# Onze-Lieve-Vrouw van Zeven Smartenkerk (Molenhoek)

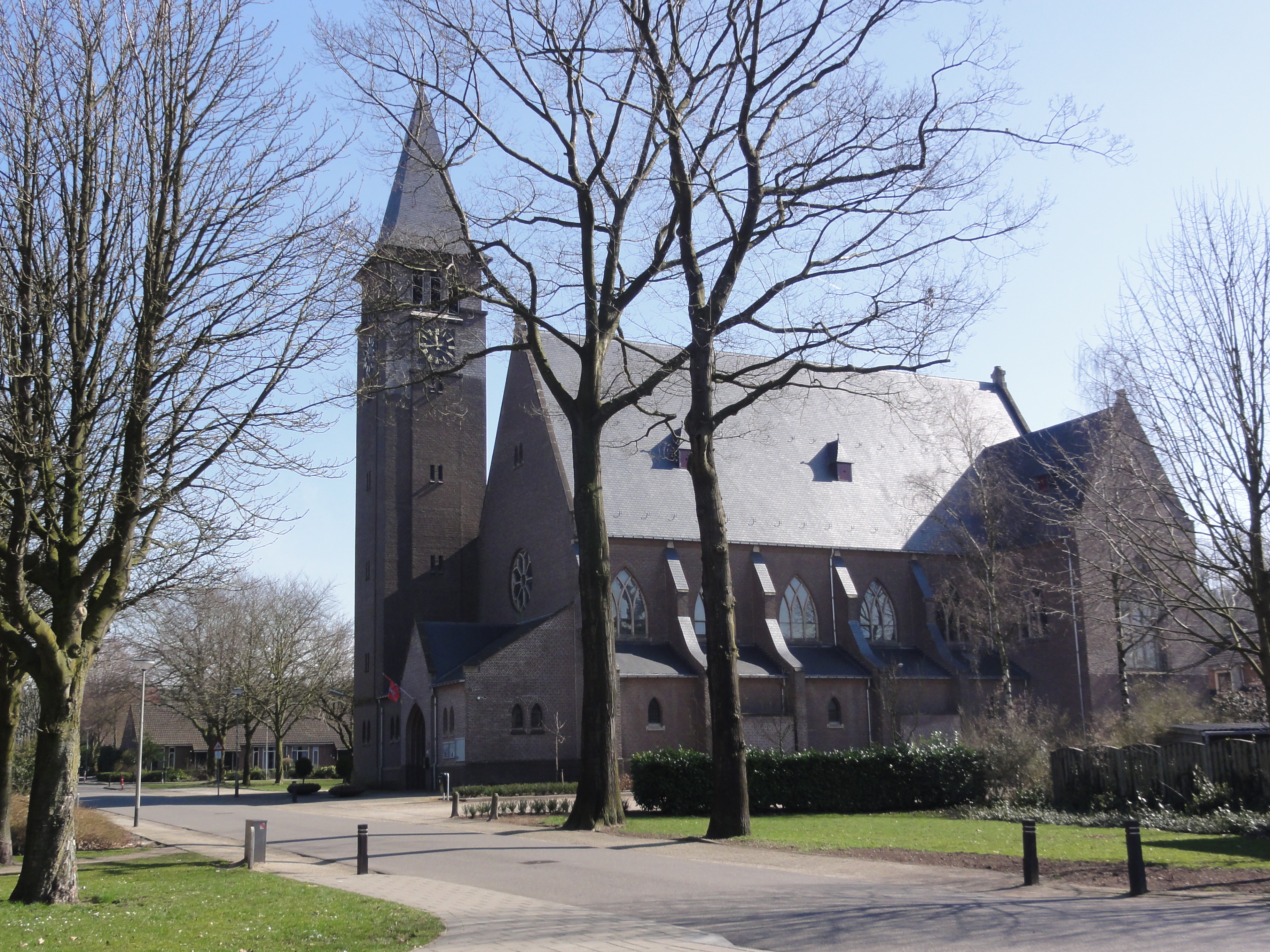
Onze-Lieve-Vrouw van Zeven Smartenkerk

De Onze-Lieve-Vrouw van Zeven Smartenkerk is de parochiekerk van Molenhoek, gelegen aan Stationsstraat 62.
De kerk werd gebouwd in 1934. Architect was: Joseph Franssen. De kerk werd aangebouwd tegen de kloosterkapel van het Passionistenklooster. Pas in 1981 werd Molenhoek een zelfstandige parochie. Ze bevat een aantal kunstwerken, zoals glas-in-loodramen van Joep Nicolas, zeven majolicareliëfs van Walter Jacques Maris  en een piëta van houtsnijder Peter Sellemond. De kloosterkapel uit 1926 is, na de afbraak van het klooster, tegenwoordig een sacristie.
Het betreft een bakstenen driebeukige kruisbasiliek met aangebouwde, vierkante noordwesttoren, gedekt door een tentdak.